# Sicyopus
Sicyopus es un género de peces de la familia Gobiidae y de la orden de los Perciformes. Sus especies se distribuyen por África, Asia y Oceanía.

## Especies
- Sicyopus auxilimentus (Watson & Kottelat, 1994)
- Sicyopus balinense (Bleeker, 1857)
- Sicyopus bitaeniatus (Maugé, Marquet & Laboute, 1992)
- Sicyopus cebuensis (Chen & Shao, 1998)
- Sicyopus chloe (Watson, Keith & Marquet, 2003)
- Sicyopus discordipinnis (Watson, 1995)
- Sicyopus exallisquamulus (Watson & Kottelat, 2006)
- Sicyopus fehlmanni (Parenti & Maciolek, 1993)
- Sicyopus jonklaasi (Axelrod, 1972)
- Sicyopus leprurus (Sakai & Nakamura, 1979)
- Sicyopus multisquamatus (de Beaufort, 1912)
- Sicyopus mystax (Watson & Allen, 1999)
- Sicyopus nigriradiatus (Parenti & Maciolek, 1993)
- Sicyopus sasali (Keith & Marquet, 2005)
- Sicyopus zosterophorum (Bleeker, 1857)

- Datos: Q908688
- Especies: Sicyopus (Gill)